# 2000 en Nouvelle-Écosse
Chronologie de la Nouvelle-Écosse
- 1996
- 1997
- 1998
- 1999
- 2000
- 2001
- 2002
- 2003
- 2004

Cette page concerne des événements survenus en 2000 dans la province canadienne de Nouvelle-Écosse.

## Politique
- Premier ministre : John F. Hamm
- Chef de l'Opposition :
- Lieutenant-gouverneur : J. James Kinley puis Myra Freeman
- Législature :